# Polen tijdens de Tweede Wereldoorlog
Dit artikel geeft een overzicht van de acties van Polen tijdens de Tweede Wereldoorlog.

## Duitse en Sovjet inval
Op 1 september 1939 werd Polen aangevallen door nazi-Duitsland (operatie Fall Weiss) en op 17 september 1939 door de Sovjet-Unie, zoals afgesproken in het geheime gedeelte van het Molotov-Ribbentroppact.
Samen met de nazi's vochten ook Slowaakse troepen. Polen had namelijk een deel van dat land bezet toen de Duitsers het annexeerden.
De Russische inval beperkte zich hoofdzakelijk tot de gebieden die internationaal aan Rusland toegekend waren na de Eerste Wereldoorlog . Polen en Finland, gebruik makend van de wanorde in Rusland na de revolutie, veroverden delen van Rusland in een korte maar hevige oorlog, vooral een groot deel van de graanschuur Oekraïne. In tegenstelling tot de nazi's en zelfs de Polen voor de Tweede Wereldoorlog, werden Joden door de Russen niet verontrust. Bepaalde steden in Oekraïne hadden een zeer grote Joodse bevolking.
Ondanks de technologische voorsprong en de numerieke overmacht van de Duitsers wisten de Polen het dezen knap lastig te maken, zoals bij de Slag om Bzura-rivier en bij het fort Westerplatte, waar 188 soldaten het 7 dagen uithielden tegen een Duitse overmacht. Warschau werd op 8 september bereikt door de Duitsers en op 12 september was de stad omsingeld. Ondertussen bombardeerden de Duitsers Warschau dagelijks, waarbij duizenden burgers omkwamen. Op 28 september 1939 capituleerde de stad.
De mythe dat Poolse cavaleristen Duitse tanks te lijf zou zijn gegaan, is niet gebaseerd op de werkelijkheid. De bewuste beelden die daar het bewijs van zouden zijn, zijn een Duitse propagandistische montage van trainingsfilms en Italiaanse nieuwsbeelden. De Poolse cavaleristen met hun mobiliteit waren echter wel effectief in een land met weinig verharde wegen en ze voerden met succes enkele overvallen uit op rustende Duitse infanteristen. Polen beschikte zelf over vele honderden pantservoertuigen.
De Poolse luchtmacht was, op enkele vliegtuigen na, sterk verouderd maar werd niet zoals een andere mythe wil al in de eerste uren vernietigd: dagenlang bood men weerstand en een groot deel van de vliegers zag kans om te ontkomen naar Roemenië vanwaar ze later vertrokken om deel te nemen aan de nieuwe Poolse luchtmacht in het Westen. De kleine maar moderne marine, bestaande uit vijf onderzeeboten en drie torpedobootjagers, week eveneens uit naar Engeland.
Na de omsingeling van Warschau werd opdracht gegeven tot een algehele terugtrekking van het leger in de richting van de Roemeense grens, waar het opperbevel een strategische verdediging plande. Het gebied, heuvel- en moerasachtig in het zuidoosten van Polen, werd ook het Roemeense bruggenhoofd genoemd en had vele geheime munitie- en wapendepots met het oog op deze verdediging. Bovendien kon het gebied, via het bevriende Roemenië bevoorraad worden. Het plan voorzag dat bondgenoten Frankrijk en het Verenigd Koninkrijk vervolgens de aanval zouden inzetten, zolang de Polen dit bruggenhoofd in handen hielden. De Russische inval en de onbereidheid van Frankrijk en het Verenigd Koninkrijk om Duitsland binnen te vallen maakte echter aan alle hoop een eind. In de rug aangevallen, besloot het Poolse opperbevel tot evacuatie naar Frankrijk, via Roemenië en Hongarije. Tienduizenden Poolse militairen lukte het om te ontsnappen.
Op 5 oktober 1939 capituleerde de laatste militaire eenheid te velde, in de buurt van Kock, en was de nieuwe Poolse deling een feit. Er vond echter geen capitulatie van de regering cq. militair opperbevel plaats.
De Engelse historicus Richard Evans noteert in zijn trilogie Het Derde rijk. Deel 3: Oorlog ook dat het Duitse leger in Polen zware verliezen leed, hoe weinig de tegenstander ook was opgewassen tegen hun overmacht. Toen al bleek wat later zou volgen. Volgens Evans was Duitslands economie nooit in staat geweest om de middelen te leveren die Hitler voor zijn oorlogsplannen nodig had.

## Poolse bijdrage aan de geallieerde strijd

#### Evacuatie en reorganisatie

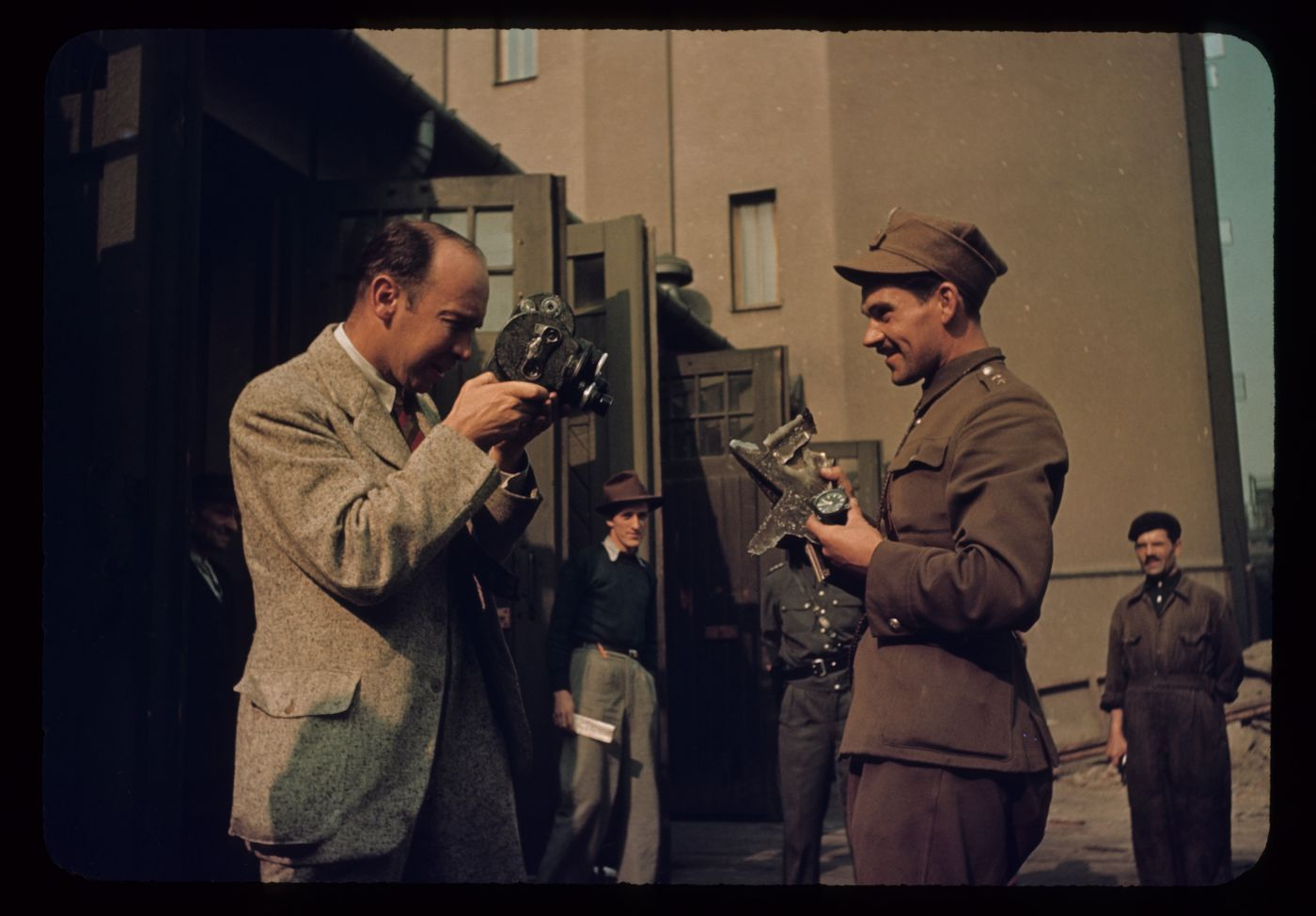
Poolse leger soldaat verdedigt Warschau tegen Duitsers in september 1939.

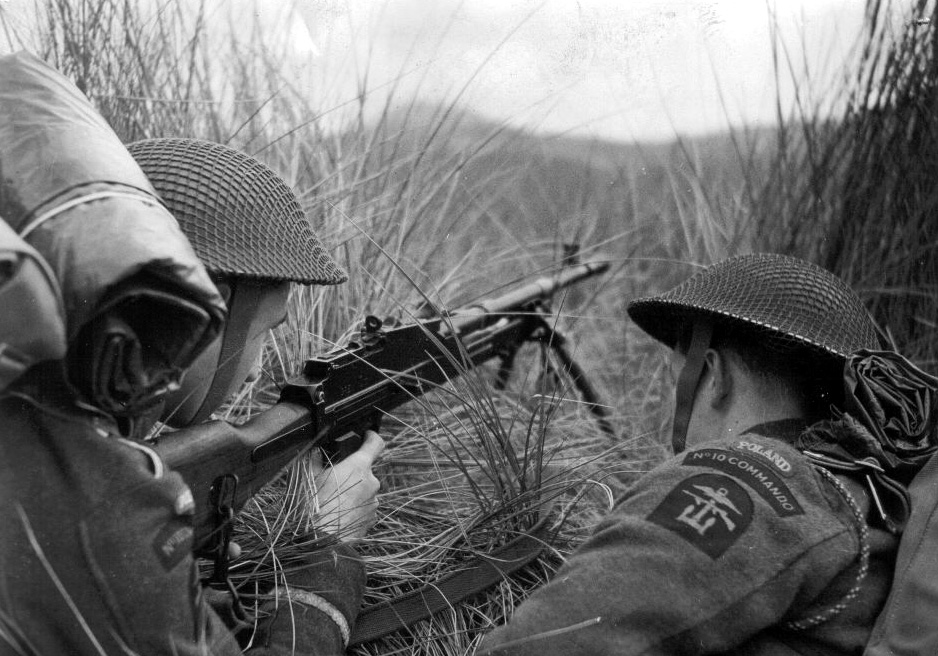
Poolse commando's tijdens training in Schotland, 1943

De regering en een deel van de krijgsmacht weken uit via Roemenië naar Frankrijk en richtten daar twee infanteriedivisies en een pantserbrigade op met Frans materieel. Ze vochten voor de tweede maal tegen de Duitsers tijdens Fall Gelb; na de wapenstilstand trokken ze zich succesvol terug in het onbezette deel van Frankrijk en bereikten van daaruit vervolgens het Verenigd Koninkrijk. Ze formeerden daar voor de derde maal in de oorlog een strijdmacht: het Poolse 1e Korps, onder andere bestaande uit de Poolse 1e Pantserdivisie en de Poolse 1e Onafhankelijke Parachutistenbrigade, die later deelnamen aan de geallieerde opmars na de Invasie in Normandië.
Van de naar schatting 300.000 Poolse krijgsgevangenen in de Sovjet-Unie werden in 1942 slechts 82.000 vrijgelaten. Duizenden krijgsgevangenen waren door de Russen vermoord in de bossen bij Katyn of op tot zinken gebrachte schepen vol met in het ruim opgesloten gevangen. De vrijgelaten Polen ondernamen een epische tocht via Kazachstan en Iran naar Palestina waar het Poolse 2e Korps in 1943 werd opgericht. Dat legerkorps, bestaande uit twee infanteriedivisies en één pantserbrigade, zou successen boeken in de geallieerde opmars door Italië in 1944 en '45.
Het grootste deel van die krijgsgevangenen zou echter gedwongen worden om het Poolse 1e Leger (vijf infanteriedivisies) te formeren, dat als onderdeel van het Rode Leger vanaf 1943 aan het oostfront zou strijden tot aan Berlijn. Later werd nog het Poolse 2e Leger (vier infanteriedivisies, één pantserbrigade) opgericht dat tot in Tsjechië zou vechten. Er hingen begin mei 1945 slechts drie vlaggen in Berlijn: de witte capitulatievlag, de Sovjetvlag en de Poolse vlag.

#### Atlantische Oceaan, Noorwegen en Frankrijk
Het motto van de Poolse soldaat in het Westen was: Voor uw vrijheid en de onze (Za Waszą i Naszą Wolność). Vanaf 1 september 1939 tot en met 9 mei 1945 zouden ruim 200.000 Poolse militairen aan westelijk geallieerde zijde tegen nazi-Duitsland vechten, te land, ter zee en in de lucht, op bijna elk Europees front.
Vanaf oktober 1939 ondernamen drie Poolse fregatten en twee onderzeeboten patrouilles en konvooi-escortes vanuit Engeland in de Noordzee en de Noord-Atlantische Oceaan, later werden nog een lichte kruiser en enkele fregatten en onderzeeboten toegevoegd die ook in de Middellandse Zee zouden opereren. In april 1940 vocht de Poolse Podhale-infanteriebrigade bij Narvik en tot juni van dat jaar vochten 2 Poolse divisies en een pantserbrigade, weliswaar verdienstelijk maar tevergeefs, bij de verdediging van Frankrijk.

#### Slag om Engeland
Tijdens de Slag om Engeland, haalden de Polen 12% van alle Duitse vliegtuigen neer ondanks het feit dat zij slechts 5% van het pilotenbestand vormden en pas laat in de slag werden ingezet: 144 piloten in 2 volledig Poolse fighter squadrons (302 en 303) en individueel in overige squadrons. De hoge kill-scores van met name het 303 Squadron werden aanvankelijk als overdreven beschouwd door de Britse bevelhebbers, totdat één hogere bevelhebber met de Polen meevloog en de hoge kill-score kon bevestigen. De Poolse piloten waren relatief ervaren vliegers (ze hadden in '39 en '40 al tegen de Duitsers gevlogen) en stonden bekend om een agressieve en haast roekeloze vliegstijl, waarbij ze veelal in losse formatie vanuit verschillende richtingen numeriek grotere Duitse bommenwerperformaties invlogen met maximale snelheid om chaos en paniek te veroorzaken. Aan het eind van de Tweede Wereldoorlog telde de R.A.F. 15 Poolse fighter en bomber squadrons (300,301,305 Bomber Squadrons, 304 Coastal Command Sqn, 302,303,306,308,309,315,316,317 Fighter Sqns, 307 Night Fighter Sqn, 318 Verkennings Sqn) onder andere uitgerust met Hurricanes, Spitfires, Mustangs, Lancasters, Mosquitos, Liberators en Halifax vliegtuigen. De Poolse luchtmacht in het oosten telde drie regimenten, uitgerust met Yak-1, Yak-9, Polikarpov-2 en Iljoesjin Il-2 vliegtuigen.

#### Noord-Afrika
In 1941 nam de Poolse Karpatische-infanteriebrigade deel aan de verdediging van het omsingelde Tobroek. Dat deden ze zodanig goed dat ze van hun Australische kameraden de eretitel Rats of Tobruk mochten dragen. De Karpatische brigade was in 1940 in Frans Syrië opgericht, bestaande uit in 1939 geëvacueerde militairen. Na de val van Frankrijk, wilden de Vichy-Fransen de brigade interneren, maar de Polen konden op tijd evacueren naar Brits Palestina. Later zou deze brigade onderdeel gaan vormen van het Poolse 2e Korps dat in Italië zou vechten.

#### Oostfront
De Slag bij Lenino in 1943 betekende de vuurdoop van het Poolse 1e Leger aan het oostfront. Dit leger zou vervolgens, in 1944 samen met het Poolse 2e Leger, zware gevechten leveren met de Duitsers in zijn opmars naar Berlijn. Deze formaties kwamen uiteindelijk tot in Berlijn zelf, waarbij ze vochten in de omgeving van de Brandenburger Tor. Deze Poolse troepen waren de enige niet-Russische geallieerde eenheden die naast het Rode Leger hebben deelgenomen aan de Slag om Berlijn. Aan het eind van de Tweede Wereldoorlog tellen de Poolse strijdkrachten in het oosten 400.000 soldaten.

#### Italië en Noordwest-Europa
1944 betekende de inzet van het Poolse 2e Korps in Italië, bij de Slag om Monte Cassino en de bevrijding van onder andere Ancona en Bologna. De Poolse 1e Pantserdivisie zou vanaf augustus 1944 vanuit Normandië doorstoten via België en Nederland naar Duitsland, ondertussen hevig slag leverend en vele steden bevrijdend, waaronder Gent en Breda. De Poolse 1e Onafhankelijke Parachutistenbrigade, nadrukkelijk bestemd voor operaties op Pools grondgebied, vocht in de mislukte Slag om Arnhem.
Aan het eind van de Tweede Wereldoorlog waren de Poolse strijdkrachten in Europa numeriek de vierde geallieerde strijdmacht, na de Sovjet-Unie, de VS en Engeland. Tot bitterheid van de Polen mochten de Poolse militairen niet meelopen in de overwinningsparade in Londen in 1945, waar landen zoals de Bahama's en Fiji wel mochten meelopen. De Britse regering wilde de relatie met het nieuwe communistische Polen niet verstoren en erkende plotseling de Poolse strijdkrachten in het Westen niet meer. Alleen de piloten, die zo'n belangrijke bijdrage hadden geleverd bij de Slag om Engeland, waar de Poolse 303 Fighter Squadron de hoogste score behaalde van alle RAF-squadrons, werden door de Engelsen uitgenodigd om mee te lopen. De vliegeniers bedankten echter voor de eer; zonder hun medestrijders van de landmacht en de marine zouden zij ook niet meelopen.

## Bezetting en de Holocaust

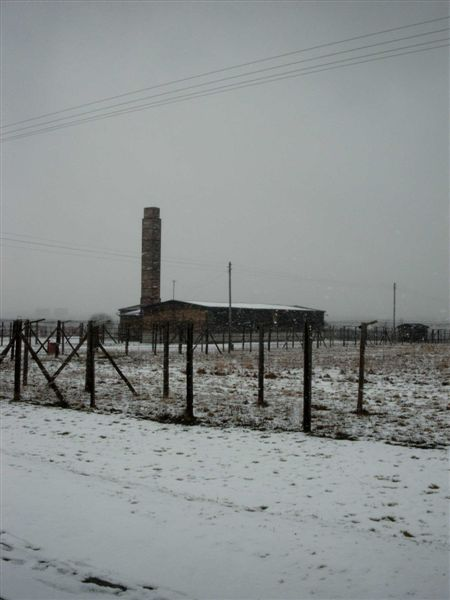
Majdanek

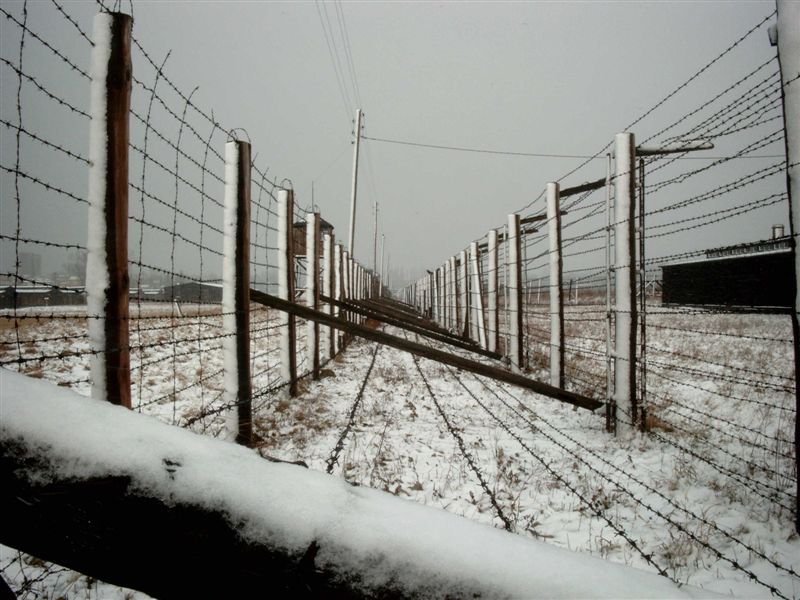
Majdanek - hek

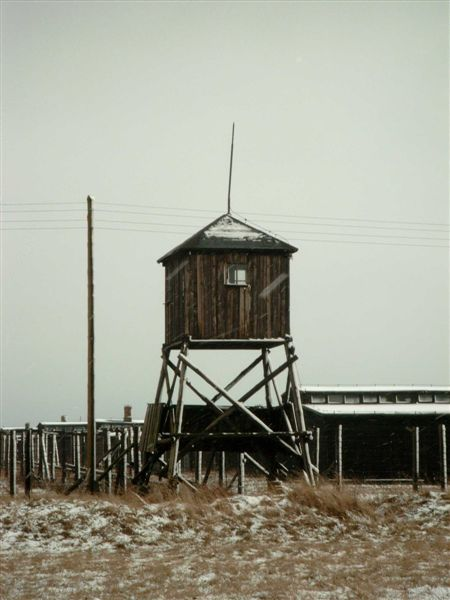
Majdanek - wachttoren

In het oosten van Polen werden vrijwel onmiddellijk na de inval van de Sovjets intellectuelen massaal opgepakt en gedeporteerd naar kampen in Rusland, waar ze in 1940 samen met duizenden krijgsgevangenen werden vermoord, onder andere in Katyn. Nog veel meer krijgsgevangenen zouden sterven van ontberingen in de goelag.
Nadat de bezetting een feit is, werd een groot deel van Polen direct door Duitsland geannexeerd, het overige deel, met Warschau en Krakau, werd het Generaal-Gouvernement onder het bewind van gouverneur Hans Frank. De Polen werden algemeen als Untermenschen beschouwd en ook als zodanig behandeld: gouverneur Frank voerde zware straffen in voor relatief lichte vergrijpen, en ook werden in 1940 duizenden potentiële en/of vermeende tegenstanders in zogenaamde pacificatie-campagnes ("AB-Aktion") vermoord, deels in Palmiry. Deze vroege liquidatie van tegenstanders stond in schril contrast met de bezettingspolitiek in de meeste overige bezette landen, waar de nazi's een meer geleidelijke weg volgden. Het meest dramatische lot trof de Poolse Joden. Het general-gouvernement werd aangewezen als de plek waar de Endlösung zou plaatsvinden; eerst voor de ongeveer 3,5 miljoen Poolse Joden en vervolgens voor de overige Europese Joden.
De Joden in Polen werden gedwongen om onder erbarmelijke omstandigheden in getto's te leven. De grootste getto's bevonden zich in Warschau, Łódź en Krakau. Joden van het platteland werden massaal naar de getto's in de grote steden gestuurd, voor zover ze al niet vermoord werden door de Duitse Einsatzgruppen, met overbevolking en grote sterfte in de getto's tot gevolg. In 1942 begonnen de Duitsers met het transport van de Joden in de getto's naar de vernietigingskampen. De Joden uit het Warschause getto werden bijna allen vermoord in Treblinka, totdat in 1943 de Opstand in het getto van Warschau plaatsvond, waar Joodse verzetsorganisaties, zoals het ZOB (Joodse Gevechtsorganisatie) onder de charismatische leiding van Mordechaj Anielewicz, drie weken lang met de Duitsers strijd leverden in hevige gevechten. Na het bloedig neerslaan van deze opstand werd het Getto van Warschau platgebrand door de Duitsers onder leiding van SS-Brigadeführer Jürgen Stroop. Anielewicz pleegde samen met zijn medestrijders zelfmoord in een van de laatste bunkers (Mila 18), om niet in handen te vallen van de Duitsers.
Hoewel sinds 1941 de doodstraf stond op enigerlei hulp aan Joden, die ook veelvuldig werd uitgevoerd, niet alleen bij de directe helpers, maar ook vaak bij verdere familieleden en zelfs buren, was er toch enige hulp van niet-Joodse Polen. De Polen waren echter zelf bezig met overleven, en eenvoudigweg niet bij machte de ruim drie miljoen Poolse Joden te redden, ook al zouden ze het willen. Toch werd in 1942 op instigatie van de Poolse regering in ballingschap Zegota opgericht, een hulporganisatie die onderdeel uitmaakte van het Armia Krajowa, met als specifiek doel (onderduik)hulp aan Joden bieden. Het was de enige niet-Joodse verzetsorganisatie in Europa met als specifiek doel de hulp aan vervolgde Joden.
Behalve de lagere school werden alle onderwijsinstellingen gesloten; de Polen zouden immers slavenarbeid gaan verrichten in de nieuwe Lebensraum. Ondergronds werd er echter nog wel hoger onderwijs gegeven. Publieke executies door middel van ophanging of fusillering waren bijna dagelijkse kost in de grote steden, met name in het, door de Duitsers omschreven, opstandige Warschau. Dagelijkse voedselrantsoenen werden zeer laag gesteld voor Polen en nog lager voor Joden, waardoor een groot deel van de stedelijke bevolking honger leed gedurende de bezetting. De regio rond Zamość was het toneel van massale etnische zuiveringen door de Duitsers, in het kader van Generalplan Ost. Dit (proef)gebied zou als eerste door Duitse boeren gekoloniseerd worden in het kader van lebensraum. De Duitse president Horst Köhler werd toen in de buurt van Zamosc geboren als kind van een kolonist. Ruim 110.000 Polen werden verdreven en zo'n 30.000 "Arisch" uitziende kinderen werden naar Duitsland overgebracht in het kader van het Lebensborn-programma. De kolonisatie ontmoette hevige weerstand van het verzet.
De Duitse bezetting kenmerkte zich door een waar schrikbewind met buitengewoon harde represailles vanaf de eerste dag, de volledige ontmanteling van de Poolse staat en de vervolging en massale moord in een vroeg stadium van alle ongewenste personen, culminerend in de Holocaust.

## Opstand van Warschau en het laatste oorlogsjaar
Toen de Sovjets in juli 1944 Warschau naderden, hielden zij halt voor de Weichsel. Hun radiostations riepen de Polen op, om in opstand te komen: 'Bewoners van de hoofdstad! Te wapen! Val de Duitsers aan! Help het Rode Leger bij de oversteek van de Weichsel.'
Op 1 augustus begon onder leiding van het Armia Krajowa, de belangrijkste Poolse verzetsbeweging, de Opstand van Warschau. De opstand, die onderdeel was van een landelijke opstand, had een duidelijk politiek doel: Polen laten bevrijden door het aan het Westen gelieerde Armia Krajowa en beletten dat de Russen een satellietstaat zouden maken van Polen. Gedurende 63 dagen werd er meedogenloos hard gevochten in de straten en in de ruïnes van Warschau, waarbij het Rode Leger niet ingreep, maar afwachtte aan de oostoever van de Weichsel-rivier. Alleen het Poolse 1e Leger deed een verwoede poging om zonder verdere steun de Armia Krajowa te hulp te schieten en stak de Wisła over, maar moest zich spoedig met enorme verliezen terugtrekken. Stalin gaf aanvankelijk zelfs geen toestemming voor geallieerde vliegtuigen om op Russisch grondgebied te landen om van daar uit de Armia Krajowa te bevoorraden; hij noemde de opstandelingen ordinaire criminelen en fascisten. Uiteindelijk lukte het enkele geallieerde vliegtuigen die vanuit Italië vlogen, om de opstandelingen te bevoorraden, maar dat werd later gestopt vanwege te zware verliezen onder de vliegers. Eind september gaf Stalin alsnog toestemming, toen het al te laat was, en liet de Russische luchtmacht enige ineffectieve droppings uitvoeren.
Uiteindelijk werden de opstandelingen steeds verder teruggedrongen door de nazi's, waarbij de stad Warschau langzaam in een ruïne veranderde. Ook vonden er op grote schaal massa-executies plaats onder de burgerbevolking; tussen 40.000 en 60.000 burgers kwamen op deze manier om. Nadat het verzet alleen nog de oude stad in handen had en zich alleen via de riolering naar andere wijken kon verplaatsen, gaf de Poolse commandant, generaal Tadeusz Komorowski, zich over. Voorwaarde was wel dat de Poolse opstandelingen als krijgsgevangenen zouden worden behandeld, wat ook gebeurde. Op Hitlers persoonlijke orders werden alle nog staande gebouwen van enige culturele waarde met dynamiet opgeblazen en werd de burgerbevolking massaal de stad uitgedreven. Vlak daarna verlieten de Duitsers de stad en in januari 1945 betrad het Rode Leger het geheel verwoeste en uitgestorven Warschau.
De gevechten op Pools grondgebied tussen het Rode Leger en de Duitsers zorgden ook voor grote materiële en personele verliezen. Onder andere Gdańsk, Szczecin en Wrocław (toen nog Duitse steden) kwamen zwaar gehavend de oorlog door, mede door het Duitse bevel om die steden tot de laatste man te verdedigen. Zware gevechten waren nodig om de "Pommerse muur" bij Kołobrzeg te doorbreken, een slag waarbij het Poolse 1e Leger zich met name onderscheidde ten koste van grote verliezen.

## Verzet
Het Poolse verzet, dat door historici tot de grootste en best georganiseerde verzetsbewegingen in de Tweede Wereldoorlog wordt gerekend, bestond globaal uit vier groepen: de veruit grootste was de Armia Krajowa (Binnenlandse Leger, AK) die gestuurd werd door de Poolse regering in ballingschap in Londen. De communistische Volkswacht (Gwardia Ludowa, GL) en het latere Volksleger Armia Ludowa, AL waren beduidend kleiner en gelieerd aan Moskou. De Nationale Strijdkrachten, Narodowe Siłe Zbrojne en NSZ, waren nationalistische verzetsbewegingen die later ook tegen eenheden van de Armia Ludowa vochten. Ten slotte zijn er nog de Boerenbataljons (Bataliony Chlopskie, BCh), die een partizanenstrijd op het platteland voerden en eveneens gestuurd werden vanuit Londen. Daarnaast waren er nog tientallen kleinere organisaties die min of meer zelfstandig opereerden. In 1944 werden alle verzetsorganisaties, met uitzondering van een deel van de AL en NSZ, samengevoegd in een centrale organisatie onder leiding van de AK met het oog op de landelijke opstand tegen de bezetter.
Het verzet speelde een belangrijke rol in het ondergrondse leven: er werden geheime middelbare scholen, universiteiten en theaters gesticht, collaborateurs en uitzonderlijk sadistische nazi's werden in ondergrondse rechtbanken berecht en zo mogelijk terechtgesteld, propaganda- en sabotageacties werden uitgevoerd en met name het inlichtingennetwerk was zeer effectief. Zo liet in 1940 een Poolse verzetsman, Witold Pilecki, zich vrijwillig gevangennemen en naar Auschwitz sturen om te onderzoeken wat daar gebeurde en om het verzet in het kamp te organiseren. Na zichzelf in 1943 te hebben bevrijd, werden zijn rapporten en die van anderen, zoals Jan Karski die zich in 1942 in het Getto van Warschau begaf om ooggetuige te zijn, naar de geallieerden in Londen en Washington verstuurd. Deze verslagen waren de eerste directe ooggetuigenverslagen van de Holocaust.
Ook het onderscheppen, ontmantelen en verzenden naar Engeland van het werkende deel van een V2 raket in 1944 en de hulp bij het breken van de Enigmacode (Zie: Biuro Szyfrów) kunnen op het conto van de Polen worden geschreven. Klein verzet was ook van (moreel) belang; de Duitsers voerden een grote mate van segregatie in, in trams, restaurants of parken stond vaak Nur für Deutsche; het verzet schilderde vervolgens deze spreuk op begraafplaatsen. Hoofddoel van het verzet was echter het toewerken naar een algehele opstand tegen de bezetter, waarvan de Opstand van Warschau het belangrijkste element zou vormen met alle tragische gevolgen van dien.

## Collaboratie
Een duistere kant was de actieve participatie van een aantal Polen bij enkele moordpartijen tegen Joden, waarvan de moordpartij in Jedwabne inmiddels de beruchtste is. Belangrijke vragen zijn: hoeveel Polen er bij betrokken waren, in hoeverre zij gestuurd werden door de Duitse bezetter, en hoeveel Joodse slachtoffers daarbij vielen. De gepubliceerde antwoorden op deze vragen worden hevig betwist door verschillende historici; dit zorgde voor veel controverse in de media. In 2001 bood de Poolse president Kwasniewski publiekelijk excuses aan voor Jedwabne en voor andere mogelijke antisemitische misdaden die gepleegd zijn door een aantal Polen tijdens de Tweede Wereldoorlog.
Het Pools Instituut voor de Herinnering (IPN), dat na de val van het communisme is opgericht om onderzoek te doen naar de Tweede Wereldoorlog en de communistische periode, heeft nog 22 dorpen geïdentificeerd waar vermoedelijk vergelijkbare misdaden plaatsvonden als die in Jedwabne . Ook waren er Polen die Joden verraadden voor geld of uit antisemitisme. Het antisemitisme was het sterkst in het oosten van Polen, waar ook Jedwabne ligt, en waar Joden vaak van collaboratie met de communisten en Russische bezetters werden beschuldigd, al dan niet terecht .
Anderzijds was er in Polen gedurende de Tweede Wereldoorlog geen marionettenregering die collaboreerde met de Duitsers, zoals bijvoorbeeld in Frankrijk. Ook was Polen het enige bezette land dat geen afvaardiging had bij de Waffen-SS en het enige land dat een verzetsbeweging kende, Zegota, die speciaal gericht was op hulp aan de eigen Joodse bevolking.

## Na afloop van de oorlog
De Tweede Wereldoorlog maakte van Polen de killing fields van Europa. Bijna 6 miljoen Polen kwamen om, waarvan ruim 3 miljoen Joodse Polen. In totaal 20% van de vooroorlogse Poolse bevolking, het hoogste percentage van welk bezet land ook. Daarnaast was Polen de plek waar de Duitsers de vernietigingskampen bouwden. De vernietigingskampen werden door de Duitsers in Polen gesitueerd vanwege logistieke redenen, niet vanwege een veronderstelde of feitelijke antisemitische stemming in Polen. Het was eenvoudig goedkoper om een half miljoen West-Europese Joden naar Polen te transporteren dan 3,5 miljoen Poolse Joden naar bijvoorbeeld Frankrijk, ook een land waar veel Joden woonden en antisemitische tendensen konden worden waargenomen.
Na het einde van de Tweede Wereldoorlog woedde er nog een aantal jaren een quasi-burgeroorlog tussen het nieuwe communistische regime en voormalige, veelal nationalistische, verzetsmensen en het Oekraïense Opstandelingenleger (OePA) in het zuidoosten van Polen. Rechteloosheid en geweld, ook in Silezië, de voormalige Duitse gebieden in het westen van Polen, waren aan de orde van de dag. Vele verzetshelden van de Armia Krajowa of de BCh, zoals Witold Pilecki, en veteranen van de Poolse strijdkrachten in het westen werden terechtgesteld na veelal geheime processen en soms showprocessen. De oorlogsrol van de AK en de Poolse veteranen uit het Westen werd zwartgemaakt en gebagatelliseerd door het nieuwe regime, dat zelf voornamelijk uit AL mensen bestond.
Zestien Poolse militaire en politieke leiders, waaronder de laatste commandant van de AK, Leopold Okulicki, die in 1945 op uitnodiging van de Russen onder voorwendsel naar Moskou komen werden gearresteerd en kregen een showproces. Allemaal werden tot lange gevangenisstraffen veroordeeld, Okulicki en enkele anderen kwamen enige jaren later onder verdachte omstandigheden te overlijden tijdens hun gevangenschap. Met deze laatste actie drukte de Sovjet-Unie de laatste mogelijke verzetshaard de kop in en verzekerde zich van haar controlerende invloed op het communistische Polen. Het gevolg hiervan was dat tienduizenden Poolse veteranen in het Westen niet terug konden of wilden naar Polen, ook doordat de oostelijke gebieden van Polen (waar relatief veel veteranen vandaan kwamen) nu bij de Sovjet-Unie behoorden. De Poolse regering in ballingschap in Londen zou tot 1989 bestaan en de belangen behartigen van de veteranen en blijven strijden voor een vrij Polen. Na de val van het communisme en de rehabilitatie van de Poolse veteranen in het Westen draagt de laatste Poolse president in ballingschap, Ryszard Kaczorowski, de presidentiële zegels en andere originele symbolen over aan Lech Wałęsa waarna de regering in ballingschap zichzelf ophief.

### Grenzen
Bij de Conferentie van Jalta waren de grenzen van Polen drastisch gewijzigd. In 1945 werden de nieuwe grenzen met de Sovjet-Unie vastgelegd. Ook was er in dat jaar een kortstondig grensconflict met Tsjechoslowakije bij Kłodzko en Racibórz. In 1945 werd de grens tussen Polen en Tsjecho-Slowakije uit 1920 hersteld. Poolse troepen bezetten vervolgens het noorden van Orava en Spiš op 17 juli 1945. In de daaropvolgende twee jaar waren er gewapende confrontaties en dodelijke slachtoffers in sommige dorpen. Slowaken uit het Poolse deel van Spiš vestigden zich voornamelijk in de nieuw opgerichte industriestad Svit bij Poprad, Kežmarok, Poprad en in ontvolkte voormalig Duitse dorpen in de buurt van Kežmarok. Slowaken uit het Poolse deel van Orava vestigden zich voornamelijk in Tsjechisch Silezië en in ontvolkte Duitse dorpen in Sudetenland.
Op 10 maart 1947 ondertekenden Tsjecho-Slowakije en Polen een verdrag dat de basisrechten voor Slowaken in Polen garandeerde.  Op 13 juni 1958 ondertekenden de beide landen in Warschau een verdrag waarin de grens werd bevestigd op de lijn van 1 januari 1938" een terugkeer naar de situatie voordat het door de nazi's opgelegde Verdrag van München grondgebied van Tsjecho-Slowakije aan Polen toewees), en sindsdien zijn er geen conflicten over deze kwestie geweest.